# Psilogramma nebulosae
Psilogramma nebulosae är en fjärilsart som beskrevs av Butler 1877. Psilogramma nebulosae ingår i släktet Psilogramma och familjen svärmare. Inga underarter finns listade.